# ميليسا كيرش
ميليسا كيرش (بالإنجليزية: Melissa Kirsch)‏ هي كاتِبة أمريكية، ولدت في 1974.